# Christiana (eiland)
Christiana (Grieks:Χριστιανά Θήρας) is een groep van drie kleine Griekse eilanden in de Egeïsche Zee, die hoewel zij op ruim 20 km van de eilandengroep Santorini liggen, daar toch toe worden gerekend. Het grootste van de drie eilanden heet Christiani, de andere twee zijn Askania en Eschati. De drie eilanden horen met Santorini bij de Cycladen.
Er ontstond op Christiani tijdens de Kastricultuur op de Cycladen een nederzetting.

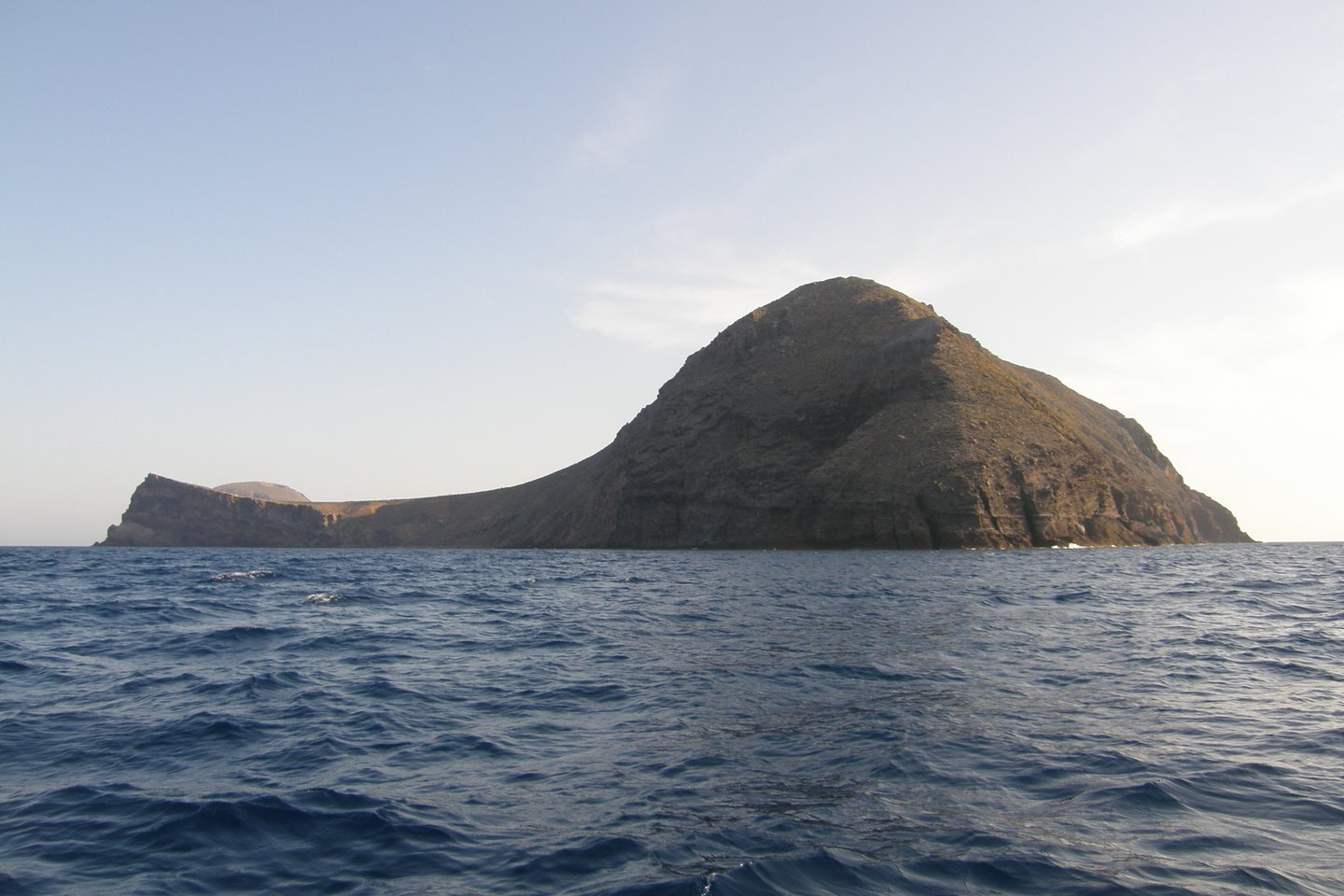
Christiani
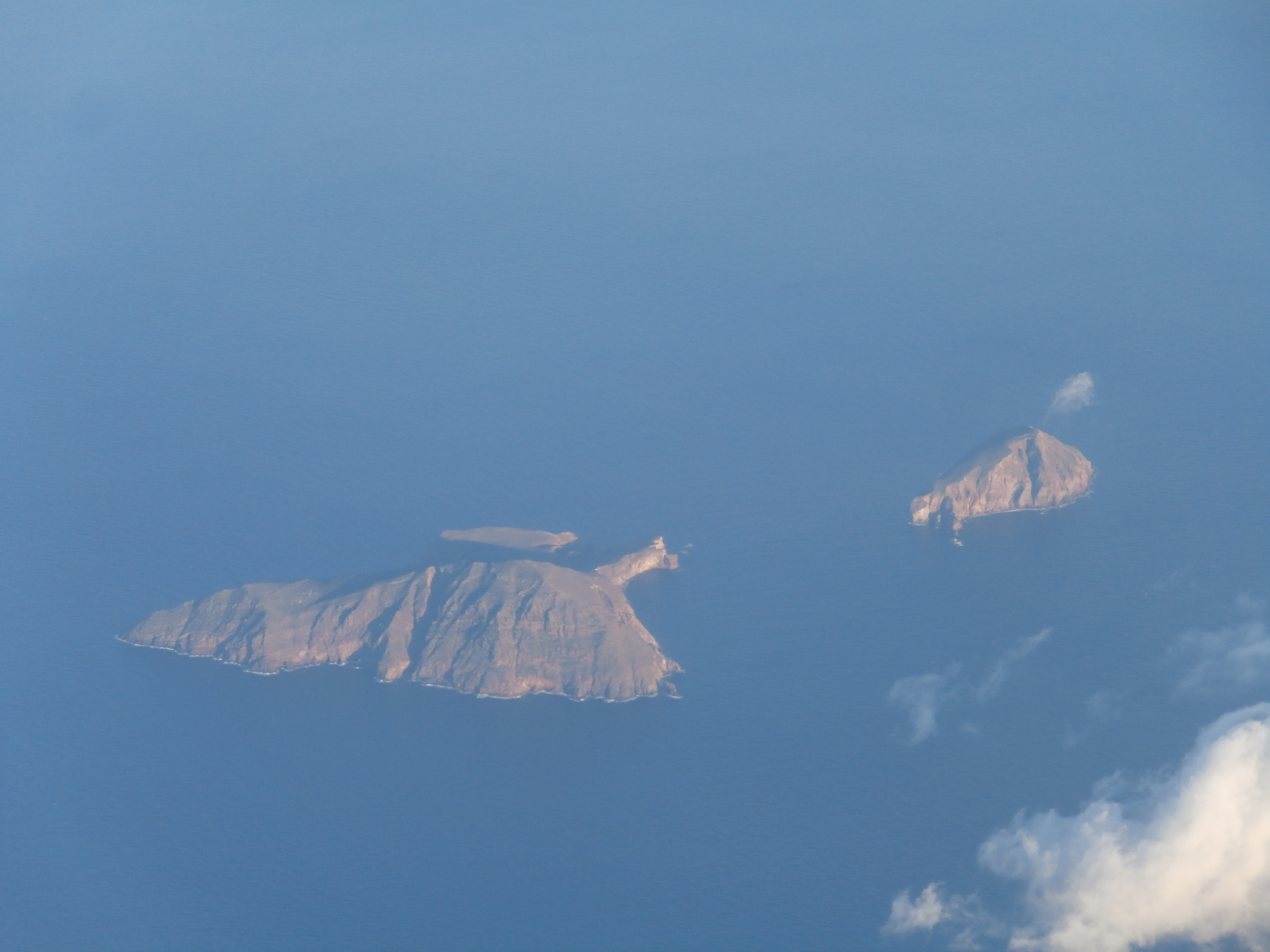
Christiani, Askania en Eschati